# Нарбут, Теодор
Тео́дор На́рбут (Феодор Ефимович Нарбут, пол. Teodor Narbutt, лит. Teodoras Narbutas, бел. Тэадор (Тодар; Фёдар Яўхімавіч) Нарбут; 28 октября (8 ноября) 1784, местечко Шавры Лидского повета, ныне Вороновский район Гродненской области Белоруссии — 14 (26) ноября 1864, Вильна) — военный инженер, историк, публицист, исследователь литовской мифологии; писал на польском языке.

## Генеалогия
Нарбуты — дворянский род герба «Трубы», литовского происхождения, который ведёт корни с XV века. Войцех Нарбут (1508) был хорунжим надворным литовским и маршалком королевским, Пётр (1506) — подкоморием великим литовским. Род Нарбутов разделился на несколько ветвей, внесённых в VI и I части родословных книг Виленской, Гродненской, Витебской, Ковенской и Могилевской губерний. Николай Андреевич Нарбут после захвата Смоленска остался на службе у русского царя (1655) и стал первым в ветви Нарбутов, внесённых в VI часть родословной книги Тверской и Смоленской губерний.
Некоторое время между исследователями не существовало единой позиции относительно того, кто же по национальности Теодор Нарбут. Высказывалось даже мнение, что его предки — цыгане, но потом была доказана полная несостоятельность этого утверждения. Подавляющее большинство местных дворян и знати католического вероисповедания, крестя своих детей в костёле, давали новое имя, отличное от имени, данного при рождении. Поэтому Нарбута назвали Теодор Матеуш. Во время службы в царской армии Теодор Матеуш берет имя Федор Ефимович — так гораздо проще было обращаться к Нарбуту его соратникам и друзьям-военным. Что же касается фамилии, то сам Теодор любил писать её как Остик-Нарбут, чтобы лишний раз подчеркнуть древность своего рода и связь с некогда очень сильным родом Остиков.

## Семья
- Отец Иоахим Нарбут.
- Жена Кристина Нарбут, урождённая Садовская (1813—1899), по происхождению крестьянка, дочь солдата армии Тадеуша Костюшко. За поддержку повстанцев в 1863 году была выслана вглубь России (1864), амнистирована 31 декабря 1866, вернулась в Шавры в 1871 году.
- Сын Людвик Нарбутт (1832—1863), офицер, руководил отрядом повстанцев в Лидском уезде, погиб в бою с русскими войсками 5 мая 1863 года.
- Дочь Теодора Нарбут, в замужестве Мончуньская (1839—1925[1]) была вынуждена выехать за границу и была за причастность к восстанию 1863 г. заочно приговорена к каторжным работам.
- Сын Болеслав Нарбут (1843—1889) участвовал в восстании 1863 г., был приговорён к смертной казни, заменённой, по молодости лет осуждённого, 15-летней ссылкой в Красноярск. Отбывая наказание, заболел туберкулёзом, от которого впоследствии и скончался.
- Сын Станислав Нарбут (1853—1926), согласно литовским источникам в 10-летнем возрасте участвовал в восстании 1863 года, в качестве разведчика[2], врач, доктор медицины[3], общественный деятель, меценат, известен как организатор и спонсор строительства первой больницы в городе Браслав[4].

## Биография

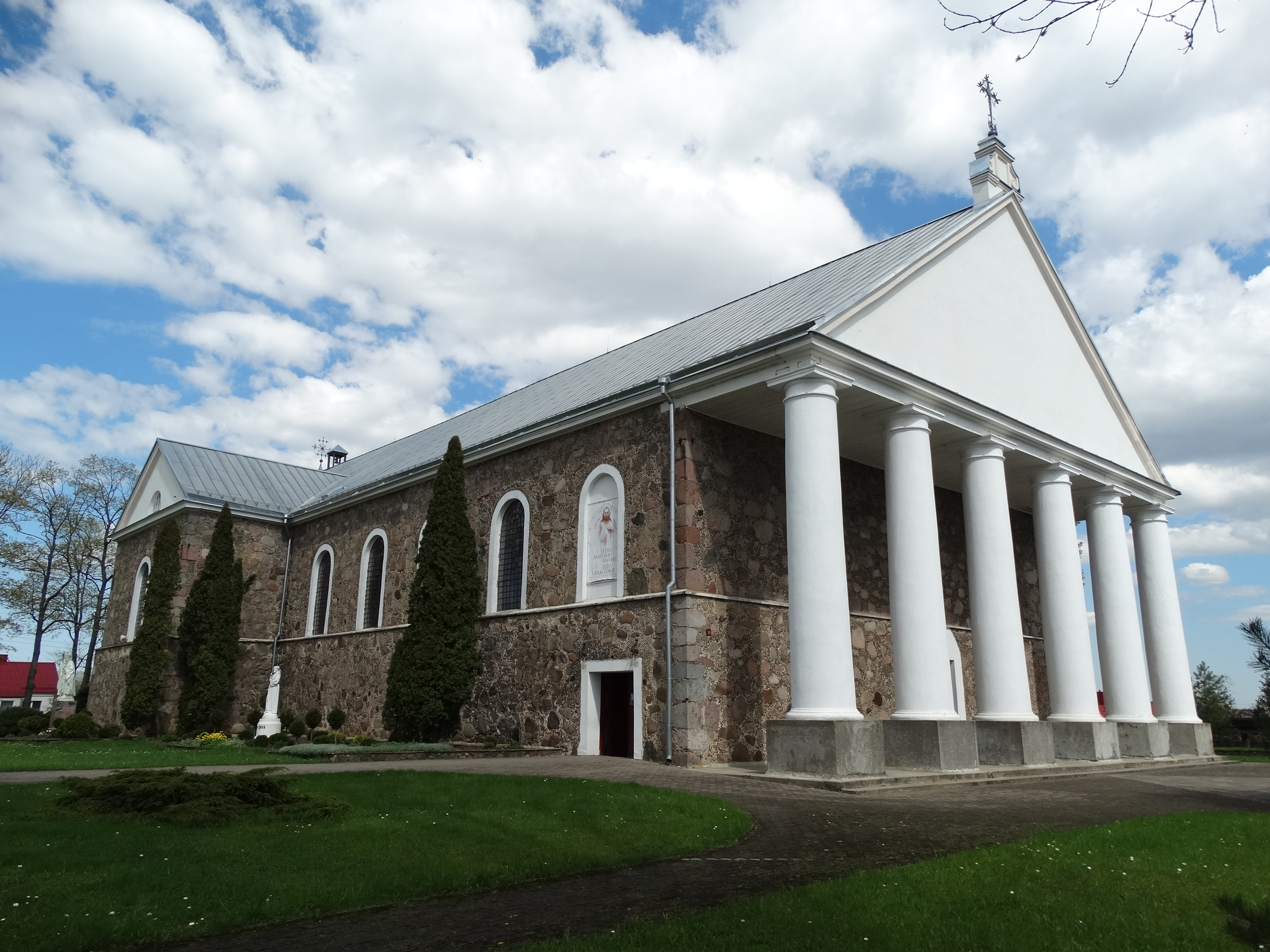
Костёл в Эйшишках

Теодор Нарбут родился 28 октября 1784 года в Шаврах. Получив первоначальное образование дома, в Шаврах, Теодор Нарбут продолжал учёбу в Лиде, а затем изучал инженерное дело в Главной виленской школе, в 1803 году преобразованной в Виленский университет (1799—1803), у известных архитекторов того времени Лаурина Гуцевича и Михала Шульца. В 1803 году поступил в петербургский кадетский корпус и до 1812 года служил в русской армии инженером. Участвовал в войне России и Пруссии против Франции (1806—1807) и русско-шведской войне (1808—1809). Получил звание капитана. Проектировал и участвовал в строительстве Бобруйской крепости.
В начале 1810-х годов начал проводить археологические раскопки, собирал и изучал литовские древности, старинные книги и документы, сведения по фольклору и этнографии края.
С 1817 года публиковал в периодике статьи о литовских древностях. Поддерживал связи с Симонасом Даукантасом и другими историками и литераторами, занимающимися прошлым Литвы. За историю Литвы в 9 томах (Вильно, 1835—1841) императором Николаем I награждён перстнем с бриллиантом.
Спроектировал и содействовал строительству костёла в Эйшишках (1847—1852). Состоял членом Виленской археологической комиссии. В 1859 году Федор Ефимович Нарбут являлся действительным членом личного состава Музеума древностей Виленской археологической комиссии. Похоронен на кладбище в деревне Нача (Вороновский район).

## Научная деятельность

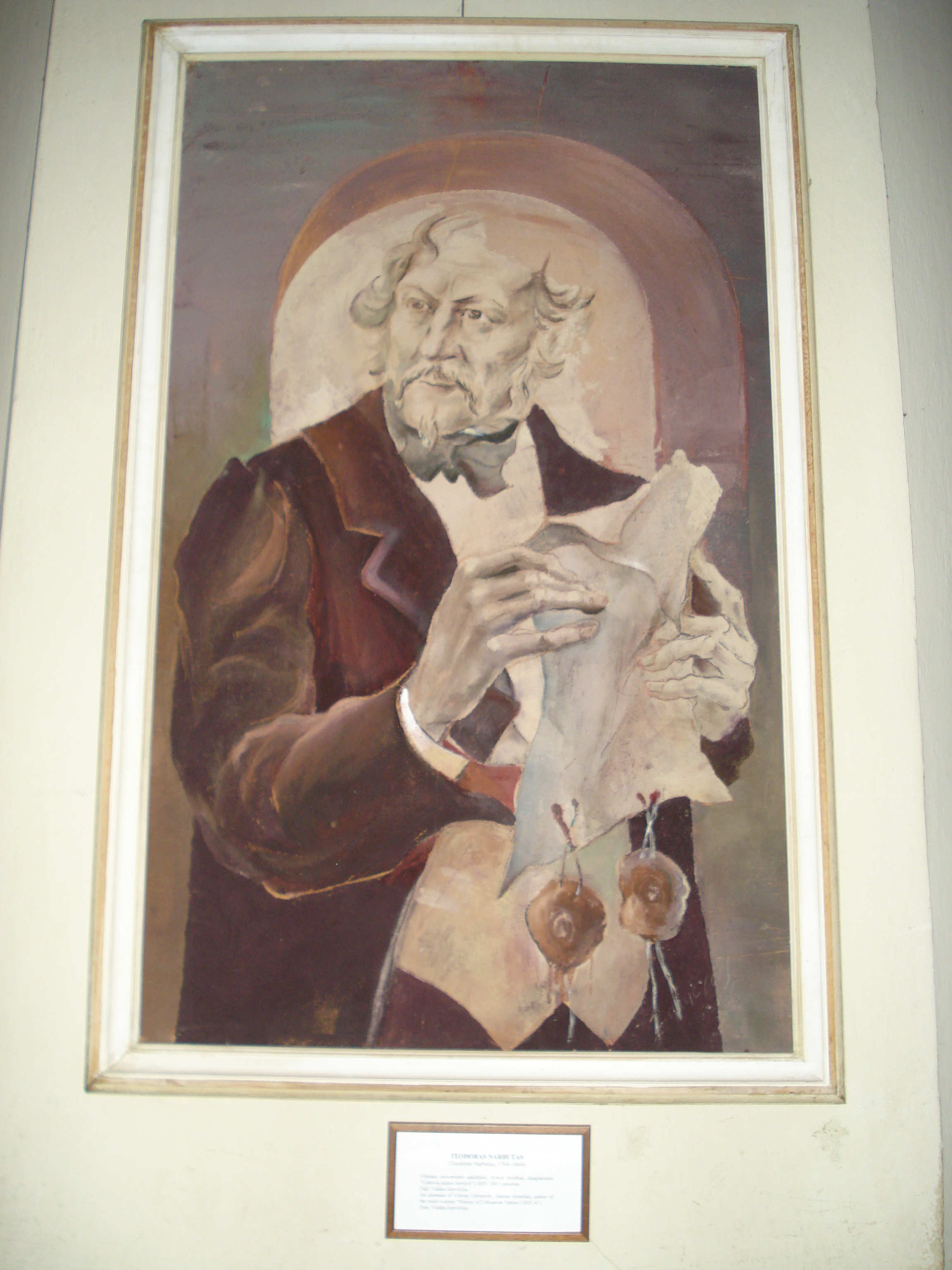
Портрет Нарбута в костёле Святых Иоаннов (Вильнюс)

Собирая письменные исторические источники, начал одним из первых их публиковать. Издал «Хронику Быховца» (Вильна, 1846), наиболее пространный вариант свода литовских летописей (1846), и другие материалы. На основе собрания копий литовских исторических актов подготовил индекс исторических памятников Литвы, сборник источников Великого княжества Литовского конца XVII — конца XVIII века.
Собирал и использовал в своих исторических трудах фольклор и данные этнографии. Начал исследование памятников архитектуры.
Основной труд «История литовского народа» (1835—1841) — крупнейшая по объёму и первая история Литвы, обособленная от истории Польши; доведена до 1572 года. Первый том «Истории литовского народа» занимает описание литовской мифологии. Используя широкий круг рукописных и печатных источников, включая работы современных ему историков и филологов, Нарбут в огромное число литовских божеств и мифологических существ включил персонажей прусской, жмудской, отчасти славянской мифологии, латышского фольклора, также персонажей, которые считаются историческими (Бирута, Поята). Среди них ряд божеств со ссылками на устные предания, недостоверные и сомнительные материалы (отчасти им же и выдуманные) сочинён им самим по аналогии с индуистскими, египетскими, греческими.
Известны факты фальсификации Теодором Нарбутом исторических документов для доказательства своих гипотез.
Воззрениями близок к романтическим историографам и писателям (С. Даукантас, Ю. И. Крашевский, А. Мицкевич, Л. Юцевич) с характерным возвышением героической и экзотичной древности.
Его труды способствовали популяризации исторических знаний в Литве, расширению исследований в области нумизматики, исторической географии, истории культуры. Деятельность Теодора Нарбута оказала влияние на развитие культуры Литвы, формирование литовского национального самосознания и национально-освободительное движение.

## Научные труды
- Dzieje narodu litewskiego ("История литовского народа"), В 9 томах. Vilnius:1835–1841
- Pomniki do dziejów litewskich (Свод литовских летописей) Vilnius: Ruben Rafałowicz (1844)
- Dzieje narodu litewskiego w krótkości zebrane. Vilnius: Ruben Rafałowicz. (1847)
- Pomniejsze pisma historyczne szczególnie do historyi Litwy odnoszące się. Vilnius: T. Glücksberg. (1856)

## Награды
- Орден Святого Владимира 4-й степени,
- Орден Святой Анны 4-й степени,
- Орден Святой Анны 2-й степени (1809; за строительство Бобруйской крепости).

## Память
Имя Теодора Нарбута носит улица в Вильнюсе.
Имя Теодора Нарбута носит улица в Бобруйске.

## Издания

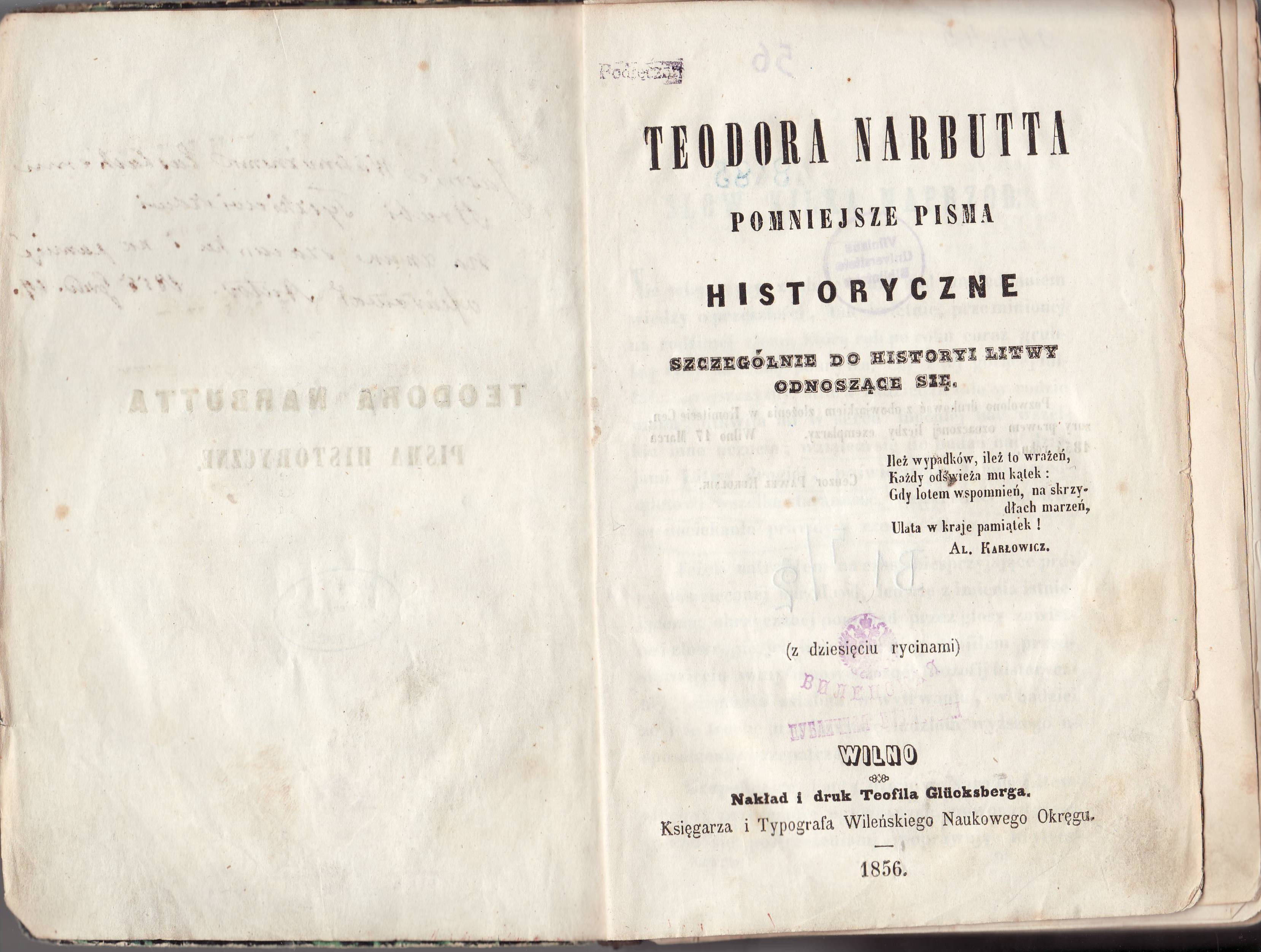
«Pomniejsze pisma historyczne»

- Dzieje starożytne narodu litewskiego… Wilno, t. 1—9, 1835—1841.
- Pomniki do dziejów litewskich. Pod względem historycznym, dyplomatycznym, geograficznym, statystycznym, obyczajowym, orcheograficznym i t. p. Z różnych rękopisnych lub rzadkich wydań dziejopisów, tudzież dyplomatów i dalszych zabytków przeszłości odkrytych, w archiwach tajnych królewieckich, tudzież w archiwach ryskich i innych krajowych. Zebrane przez …; z ryciną i facsimille. Wilno: R. Rafałowicz, 1846.
- Dzieje narodu litewskiego w krótkości zebrane z dołączeniem potoku pochodzeń ludów narodu litewskiego i czterech tablic rodowych xiążąt litewskich przez … Wilno: R. Rafałowicz, 1847
- Pomniejsze pisma historyczne szczególnie do historyi Litwy odnoszące się (z dziesięciu rycinami). Wilno: T. Glücksberg, 1856.

### Переводы
- Teodoras Narbutas. Grovo Kyburg’o kelionė Lietuvona 1397 m. / lietuviškai išguldė J. Basanavičius; su D. L. K. Vitauto paveikslu. Plymouth (Pa): Tėvynės Mylėtojų Draugystė, 1900
- Teodoras Narbutas. Lietuvių tautos istorija, t. 1 (antrasis pataisytas ir papildytas leidimas). Vilnius: Mintis, 1998; t. 3, 1994; t. 2, 1995; t. 4, 1997; t. 5, 2001 (издание продолжается).
- Simono Daukanto raštai, Laiškai Teodorui Narbutui: epistolinis dialogas / įvadinis straipsnis, leidinio sudarymas, redagavimas, aiškinimas, Teodoro Narbuto laiškų vertimas iš lenkų kalbos Reda Griškaitė. Vilnius: Mokslas, 1996.